# (22700) 1998 RP37
1998 أر بي 37 (ويعرف أيضًا باسم (22700) 1998 أر بي 37 وفق تسمية الكوكب الصغير) (بالإنجليزية: 1998 RP37)‏ هو كويكب ضمن حزام الكويكبات؛ وترتيبه 22700 من حيث الاكتشاف.
اكتُشف هذا الجُرم الفلكي بواسطة بحث لنكولن عن الكويكبات القريبة من الأرض في 14 سبتمبر 1998.

## وصلات خارجية
- (22700) 1998 RP37 في قاعدة بيانات مختبر الدفع النفاث لأجرام النظام الشمسي الصغيرة

- الاكتشاف · مخطط المدار ·  العناصر المدارية · المعلمات المادية

- (22700) 1998 RP37 على موقع ويكي سكاي: DSS2, SDSS, GALEX, IRAS, Hydrogen α, X-Ray, Astrophoto, Sky Map, Articles and images